# Antoine Busnois

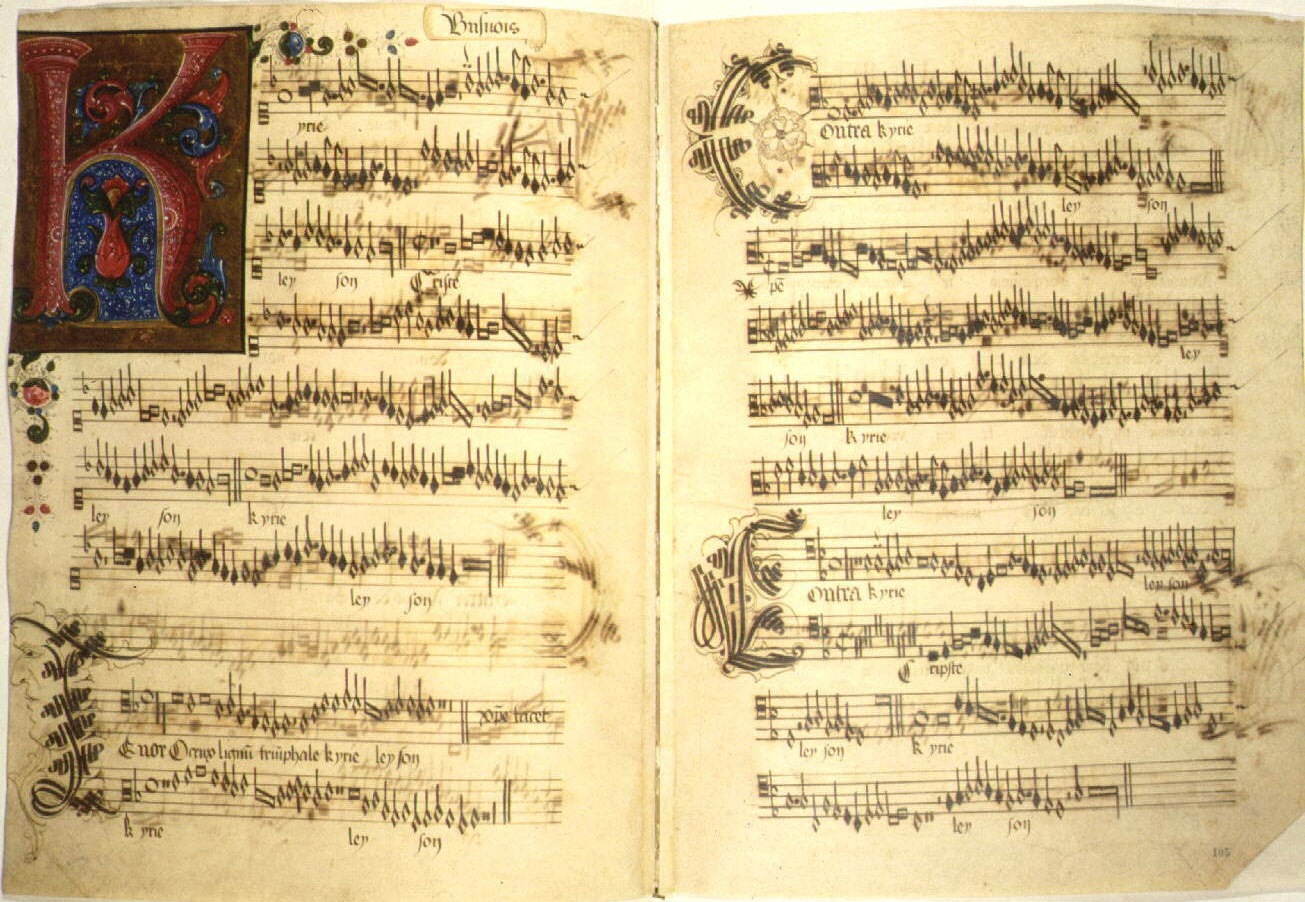
Rękopis mszy O crux lignum

Antoine Busnois, także de Busne, Busnays, Bunois (ur. ok. 1430, zm. 6 listopada 1492 w Brugii) – flamandzki kompozytor i poeta okresu późnego średniowiecza.
Pochodził przypuszczalnie z okolic Busnes. Od 1467 roku śpiewak w kapeli dworskiej księcia burgundzkiego Karola Śmiałego, przypuszczalnie towarzyszył księciu w jego podróżach. Utrzymywał znajomość z Jeanem Molinetem, z którym wymieniał rymowaną korespondencję. Po śmierci Karola w 1477 roku w służbie Marii Burgundzkiej. Nieznane są informacje z późnego okresu jego życia poza tym, że pełnił funkcję rector cantoriae w kościele Saint-Sauveur w Brugii.
Przez współczesnych sobie ceniony na równi z Johannesem Ockeghemem, którego według informacji przekazanej przez Guillaume’a Crétina był uczniem. Johannes Tinctoris określił Busnoisa i Ockeghema mianem lumina claritatis inter recensiores compositores i dedykował im swój traktat Liber de natura et propriatate tonorum.
Tworzył świecką muzykę dworską w stylu szkoły burgundzkiej. Z jego twórczości zachowało się ponad 60 chansons na 3 i 4 głosy, głównie rymowane ronda. Był także autorem mszy L’homme armé, 2 magnificatów na 3 głosy i 9 motetów 3- i 4-głosowych. Ponadto przypisuje mu się msze Ecce ancilla i O crux lignum. Utwory Busnoisa zachowały się w licznych rękopisach, m.in. w Śpiewniku głogowskim.